# Corydalis filicina
Corydalis filicina là một loài thực vật có hoa trong họ Anh túc. Loài này được Prain mô tả khoa học đầu tiên năm 1896.